# Timir Pinegin
Timir Alekseevich Pinegin (em russo:  Тимир Алексеевич Пинегин; 12 de junho de 1927 — 31 de janeiro de 2013) é um velejador soviético, campeão olímpico.

## Carreira
Pinegin consagrou-se campeão olímpico ao vencer a série de regatas da classe Star nos Jogos Olímpicos de Verão de 1960 em Roma ao lado de Fyodor Shutkov.